# Гайлюнай (Молетский район)
Гайлюнай (лит. Gailiūnai), ранее Лазарцы — село в восточной части Литвы, входит в состав Гедрайчайского староства Молетского района. По данным переписи населения 2011 года население Гайлюная составляло 13 человек. 

## География
Село расположено в юго-западной част района. Расстояние до районного центра, города Молетай, составляет 9,5 км. Ближайший населённый пункт — село Жалваряй.

## История
Название Гайлюнай впервые упоминается в 1655 году в метрической книге костёла Святого Лаврентия в Видянишкяй. В начале 20 века село населяли старообрядцы.

## Население
| 1905                           | 1923 | 1959 | 1970 | 1979 | 1989 | 2001 | 2011 |
| ------------------------------ | ---- | ---- | ---- | ---- | ---- | ---- | ---- |
| 26                             | 101  | 41   | 33   | 31   | 21   | 8    | 13   |
| Гистограмма динамики населения |      |      |      |      |      |      |      |

## Достопримечательности
В селе находится православный старообрядческий храм Успения Пресвятой Богородицы. Построен в 1905 году.